# Cykl Carnota
Cykl Carnota – obieg termodynamiczny, złożony z dwóch przemian izotermicznych i dwóch przemian izentropowych. Cykl Carnota jest obiegiem odwracalnym. Do realizacji cyklu potrzebny jest czynnik termodynamiczny, który może wykonywać pracę i nad którym można wykonać pracę, np. gaz w naczyniu z tłokiem, a także dwa nieograniczone źródła ciepła, jedno jako źródło ciepła (o temperaturze T1) – górne źródło ciepła obiegu, a drugie jako chłodnica (o temperaturze T2) – dolne źródło ciepła obiegu.

## Przebieg cyklu

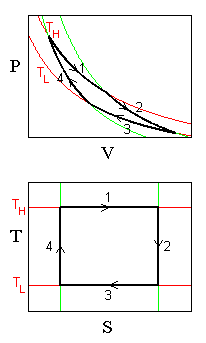
Cykl na wykresie ciśnienie – objętość i temperatura – entropia

Silnik cieplny jako układ energetyczny.

Na cykl składają się następujące po sobie procesy:
1. Rozprężanie izotermiczne – czynnik roboczy styka się ze źródłem ciepła, ma jego temperaturę i poddawany jest rozprężaniu izotermicznemu w temperaturze TH, podczas tego procesu ciepło jest pobierane ze źródła ciepła.
2. Rozprężanie izentropowe (adiabatyczne odwracalne) – czynnik roboczy nie wymienia ciepła z otoczeniem i jest rozprężany, aż uzyska temperaturę chłodnicy (TC).
3. Sprężanie izotermiczne – czynnik roboczy styka się z chłodnicą, ma jej temperaturę i jest sprężany w tej temperaturze (TC). Czynnik roboczy oddaje ciepło do chłodnicy.
4. Sprężanie izentropowe (adiabatyczne odwracalne) – czynnik roboczy nie wymienia ciepła z otoczeniem, jest poddawany sprężaniu, aż uzyska temperaturę źródła ciepła (TH).

## Wnioski
W wyniku tych czterech procesów czynnik roboczy powraca do punktu wyjścia, dlatego mówimy, że cykl jest zamknięty (zgodnie z definicją obiegu).
Podczas procesów sprężania siła zewnętrzna wykonuje pracę nad układem termodynamicznym, a podczas rozprężania układ wykonuje pracę. Ilość pracy wykonanej przez układ jest większa (gdy T1 > T2) od pracy wykonanej nad układem. Podczas cyklu ciepło jest pobierane ze źródła ciepła, część tego ciepła jest oddawana do chłodnicy, a część zamieniana na pracę.

## Sprawność cyklu
Dla układu tego definiuje się sprawność jako stosunek pracy wykonanej do ilości ciepła pobranego ze źródła ciepła.
{\displaystyle \eta ={\frac {W}{Q_{1}}}={\frac {Q_{1}-Q_{2}}{Q_{1}}}={\frac {T_{1}-T_{2}}{T_{1}}}=1-{\frac {T_{2}}{T_{1}}}.}
Wzór powyższy wyprowadzony przez Carnota, wynika z niego, że sprawność cyklu nie zależy od czynnika roboczego, ani sposobu realizacji, a zależy tylko od temperatur źródła ciepła i chłodnicy.
Przykładowo, sprawność silnika pracującego w temperaturach T1=373 K (temperatura wrzenia wody) i T2=300K (temp. pokojowa) wynosi około 20%.
Carnot udowodnił też, że dowolny odwracalny cykl zamknięty, w którym podczas pobierania ciepła układ ma temperaturę mniejszą od Tmax a podczas oddawania ciepła większą od Tmin ma sprawność mniejszą od cyklu Carnota opartego na temperaturach Tmax i Tmin. Dlatego często sprawność silników termodynamicznych określa się w odniesieniu do cyklu Carnota zwanego silnikiem idealnym.
Cykl Carnota jest odwracalny i może przebiegać w odwrotnym kierunku (zamienione sprężanie z rozprężaniem), wówczas układ przekazuje energię cieplną od ciała o niższej temperaturze do ciała o wyższej temperaturze. Układ taki nazywany jest pompą ciepła i pracuje on kosztem wykonywania pracy nad nim. Sprawność cyklu Carnota określa też parametry idealnej pompy ciepła działającej przy zadanych temperaturach. Rzeczywiste pompy ciepła mają sprawność mniejszą od cyklu Carnota z powodu koniecznych dla przepływu ciepła różnic temperatury między czynnikiem roboczym w cyklu a mediami dolnego i górnego źródła ciepła.